# Crest of the Stars
Crest of the Stars (яп. 星界の紋章 Сэйкай но монсё:, «Герб вселенной») — фантастическая литературная трилогия в жанре космической оперы, написанная известным японским фантастом Хироюки Мориокой, и созданный на её основе 13-серийный аниме-сериал. В дальнейшем была продолжена гексалогией (на текущий момент) Banner of the Stars (яп. 星界の戦旗  Сэйкай но сэнки).

## Романы
По утверждению самого Мориоки, данная трилогия была им написана исключительно для того, чтобы рассказать о встрече героев. В предисловии к продолжению он признаётся, что первая трилогия имела весьма мало общего с его первоначальным замыслом, и просит рассматривать её в качестве введения в мир сериала. Структурно трилогия состоит из трёх небольших романов (или крупных повестей), каждый из которых охватывает одну сюжетную линию истории, и объединённых названием «Герб вселенной» (яп. 「星界の紋章」, Сэйкай но монсё:):
- «Герб вселенной I: Принцесса империи» (яп. 「星界の紋章I　 帝国の王女」, Сэйкай но монсё: I — Тэйкоку но о:дзё)
- «Герб вселенной II: Маленькая баталия» (яп. 「星界の紋章II 　ささやかな戦い」, Сэйкай но Монсё: II — Сасаякана татакай)
- «Герб вселенной III: Обратно "домой" - на чужбину» (яп. 「星界の紋章III 　異郷への帰還」, Сэйкай но монсё: III — Икё: э но кикан)

## Сюжет
Основой сюжета трилогии является постепенное развитие отношений двух главных персонажей, юного лорда (планетника по рождению) Джинто Линна и имперской принцессы Аблйар Лафиль (в английском переводе — Lafiel), в процессе их сопряжённого с многочисленными перипетиями путешествия в Лакфакар, столицу империи.

### Описание мира
Мориока — один из тех немногих авторов фантастики, которые не только дают себе труд построить сколько-нибудь достоверный мир, но и добиваются в этом значительного успеха. Лингвист по образованию, он не только создал сложную и достоверную вселенную, в которой живут его герои, но и разработал языки, на которых они говорят, и нетривиальную политическую систему, которой они подчиняются.
Человечество во вселенной Seikai no Saga уже давно распространилось за пределы Солнечной системы. Помимо множества мелких колоний, вроде Мартина — родины главного героя — основными силами в Галактике, за отсутствием сколько-нибудь заметных инопланетян, являются две титанические империи: Человеческая империя Ав, весьма своеобразная выборная монархия, и Четверной союз — конфедерация формально демократических государств (Объединённого Человечества, Федерации Хания, Республики Большого Альконта и Народного Суверенного союза планет).
Характерной особенностью Империи является разделение всего её населения на три основных сословия — дворянство, граждан и подданных. Дворяне, они же [ав], — генетически модифицированные люди, потомки основателей империи, хотя граждане могут получить дворянство за службу Империи. Дети дворян (в обязательном порядке) и дети граждан (исключительно по желанию родителей) генетически модифицируются перед рождением. 27000 генов подлежат обязательной стандартизации во избежание патологий, а также сохранения единого образа расы Ав. Граждане — полноправные субъекты, подчиняющиеся непосредственно имперским законам и несущие обязанности Имперской службы, а подданные — основная масса населения, подчиняющаяся законам планет Империи.

### Синопсис

#### Предыстория
За семь лет до описываемых событий, на орбите Мартина появился колонизационный флот Империи, и его командующий, кронпринц Дусанн, потребовал немедленного отключения систем космической обороны и добровольного присоединения планеты к Империи. На Мартине, тихой, захолустной планете, практически не поддерживающей связей с внешним миром, характерное высокомерие авов вызвало бурю патриотического возмущения, однако её президент, Рок Линн, прекрасно осознававший полное отсутствие перспектив при военном варианте, принял предложение завоевателей.
Дусанн же, с характерным для него чёрным юмором, назначил Рока Линна местным феодальным лордом, которого по законам империи обязана иметь каждая планета. Таким образом юный сын Рока, Джинто, стал дворянином и авом, так и не увидев ни одного из них в лицо. Спустя короткое время, Рок, которого население планеты стало считать предателем, отправил сына проходить обучение на соседней планете, в школе для граждан Империи.

#### «Принцесса Империи»
Завершивший школьное образование 17-летний уже Джинто должен был поступить на обязательную для всех имперских дворян 10-летнюю военную службу. На борту полагающегося ему по статусу, как высокопоставленному лорду, патрульного крейсера «Госрот» и произошла встреча, определившая всю его дальнейшую судьбу. Пилотом челнока, перевозившего его с пересадочной станции на крейсер, оказалась Лафиль, внучка правящей императрицы Рамаж, симпатии которой ему удалось завоевать моментально и навсегда, просто обратившись к ней по имени: довольно рассеянный по характеру, и уделявший куда больше внимания спорту, чем учёбе, Джинто не обращал внимания на текущую политическую ситуацию в Империи, и просто не знал, что она принцесса.
Однако, спокойное поначалу путешествие в столицу оказалось прервано, когда крейсер очутился в самой гуще первого из сражений разгорающейся большой войны между Империей и Союзом. Атакованный в планарном пространстве десятью штурмовыми кораблями Объединённого Человечества, «Госрот» был вынужден принять бой при крайне невыгодном соотношении сил. Капитан крейсера, Лекш Плакйа, приказала не имеющим боевого опыта Лафиль и Джинту покинуть корабль и продолжать рейс на приданном ему курьерском боте. Окружённый многократно превосходящим по численности противником, крейсер продолжил бой. Ему удалось уничтожить всех нападавших, но сам он погиб, а оставшиеся в одиночестве Лафиль и Джинто были вынуждены добираться в столицу с копией бортового журнала корабля самостоятельно.

#### «Маленькая баталия»
Малый запас топлива на курьерском корабле вынудил героев остановиться по пути для дозаправки. Заправочная станция, расположенная в приграничной зоне, оказалась поместьем мелкого барона, бывшего, тем не менее, весьма своеобразной личностью. Своего отца, сына выслужившейся планетницы и самого планетника по рождению, барон Фебдаш стеснялся настолько, что сверг его и спрятал подальше от глаз. Это, однако, не помешало ему окружить себя целой толпой вассалов-планетниц с соответствующими внешними данными и воспитанных им в исключительном почтении к собственной персоне.
Барон, глубоко презиравший планетников, запер Джинто вместе с собственным отцом, к Лафиль же отнёсся с большим почтением, пытаясь, тем не менее, взять её в заложники, чтобы затем воспользоваться как разменной монетой в переговорах с представителями Объединённого Человечества, которые, как он считал, неизбежно захватят эту область Галактики в надвигающейся войне. Однако Лафиль, девушка решительная и импульсивная, подняла восстание среди вассалов барона, убив его затем на дуэли и освободив Джинто и старого барона, которого они и оставили разбираться со всем получившимся беспорядком.

#### «Обратно „домой“ — на чужбину»
Однако, прибыв в очередной промежуточный пункт своего назначения, на планету Сфагноф, где была станция связи Империи и где они собирались дожидаться более подходящего транспорта в столицу, герои обнаружили, что система уже захвачена противником. Чтобы скрыться от преследования, они высадились на планету и попытались затеряться среди местного населения. В этих условиях лидерство перешло к родившемуся на планете Джинто, который до того больше оставался в тени Лафиль. Удавалось это ему, правда, с переменным успехом, ибо достаточно быстро на их след вышли как оккупационные власти с местной полицией, так и весьма разношёрстная группа членов местного Сопротивления.
Впрочем, не в последнюю очередь благодаря не слишком довольному новой властью инспектору местной полиции, ответственному за их поимку, героям удалось скрываться от преследователей достаточно долго для того, чтобы к Сфагнофу подошёл имперский флот. Благодаря помощи всё тех же членов Сопротивления (одним из членов их группы был могильщик, а покойников на этой планете было принято хоронить в космосе), они удрали на орбиту, где и были подобраны своими соотечественниками, одержавшими к тому моменту победу в сражении.

## Адаптации

### Аниме
В 1999 году на основе романов был выпущен одноимённый 13-серийный TV-сериал, снятый знаменитой японской студией «Sunrise», специализирующейся на научно-фантастическом аниме. Стоит обратить внимание, что при создании сериала использовалась единая с книгами визуальная концепция, разработанная специально для них Таками Акаи, одним из основателей студии GAINAX. Принадлежащая Акаи студия Ninelives продолжает принимать участие в адаптациях продолжений трилогии, а также выпустила множество компьютерных и видеоигр по мотивам сериала. К сожалению, все они крайне малоизвестны за пределами Японии.

#### Список серий
Японское название — транскрипция японского названия — перевод названия — название на баронне.
1. 『侵略』 — [Синряку] — «Аншлюс» — Inofacssoth — 02.01.1999
2. 『星たちの眷族』 [Хоситати-но кэндзоку] — «Звёздное семейство» — Carsarh Gereulacr — 09.01.1999
3. 『愛の娘』 [Ай-но мусумэ] — «Дочерь любви» — Frymec Négr — 16.01.1999
4. 『奇襲』 [Кисю:] — «Внезапная атака» — Déucrémhoth — 23.01.1999
5. 『ゴースロスの戦い』 — [Го:срос-но татакай] — «Бой „Госрота“» — Slachoth Gothlauth — 30.01.1999
6. 『不可解な陰謀』 — [Фукакайна имбо:] — «Непостижимый заговор» — Saigezaitec Dafacra — 06.02.1999
7. 『幸せな叛逆』 — [Сиавасэна хангяку] — «Мятеж, который кончился удачей» — Raumechoth Raifa — 13.02.1999
8. 『アーヴの流儀』 — [А:в-но рю:ги] — «Стиль Ав» — Bar Garhath — 20.02.1999
9. 『戦場へ』 — [Сэндзё:-э] — «Вперёд — на поле брани» — Ïucrabë — 27.02.1999
10. 『二人だけの逃亡』 — [Футари-но то:бо:] — «Бегство для двоих» — Digecauth Matnir Latta — 06.03.1999
11. 『スファグノーフ門沖会戦』 — [Сфагноф монтю: кайсэн] — «Битва при сорд Сфагноф» — Raïchacarh Üécr Sauder Sfagnaumr — 13.03.1999
12. 『惑乱の淑女』 — [Вакуран-но сюкудзё] — «Леди, которая вводит в замешательство» — Logh Labyrena — 30.03.1999
13. 『天翔る迷惑』 — [Амагакэру мэйваку] — «Бремя, улетевшее на небеса» — Robïach Saisera — 27.03.1999